# Luigi Ciorciolini
Luigi Ciorciolini (Roma, 1950) è un regista italiano.

## Biografia
Ha lavorato con Corrado, Vianello e Mondaini, Sergio Zavoli. Il suo documentario Umberto Boccioni, l'ansia del nuovo è stato proiettato ufficialmente all'ONU in occasione delle celebrazioni della nascita del futurismo.